# Deppea guerrerensis
Deppea guerrerensis är en måreväxtart som beskrevs av John Duncan Dwyer och David H. Lorence. Deppea guerrerensis ingår i släktet Deppea och familjen måreväxter. Inga underarter finns listade i Catalogue of Life.